# Jean-Paul Vesco
Jean-Paul Vesco, OP (Lyon, 10. ožujka 1962.) francuski je kardinal Katoličke Crkve koji služi kao nadbiskup Alžira.
Papa Franjo ga je 7. prosinca 2024. proglasio kardinalom, dodijelivši mu kao članu reda svećenika kardinala naslov Sacro Cuore di Gesù agonizzante a Vitinia.